# Université de Košice
L'ancienne université de Košice (en latin : Universitas Cassoviensis) était l'institution académique supérieure de la ville de Košice (aujourd'hui en Slovaquie). Le collège fondé par les Jésuites (sous la direction de Jean Nadasi) en 1657, pour donner une solide éducation aux catholiques et ainsi arrêter le mouvement de la Réforme protestante, devint au fil des temps une université. Elle fut dirigée par les Jésuites jusqu'à la suppression de la Compagnie de Jésus (1773).
En 1776, elle est reprise par l'État sous le nom d'Académie royale de Košice (latin : Academia Regia Cassoviensis). 
À partir de 1850 l'université fonctionne sous le nom de Académie de droit car seul le droit y est encore enseigné. Elle est dissoute en 1921, après le rattachement de la ville à la Tchécoslovaquie.

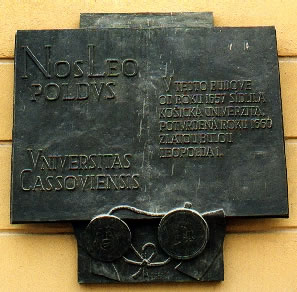
NOS LEO POLDVS VNIVERSITAS CASSOVIENSIS (Plaque commémorative)

## Nouvelles universités
À l'heure actuelle (2023), existent à Košice les universités suivantes :
- Université Pavol-Jozef-Šafárik, ouverte en 1959
- Université technique de Košice, fondée en 1952
- Université de médecine vétérinaire de Košice, créée en 1949

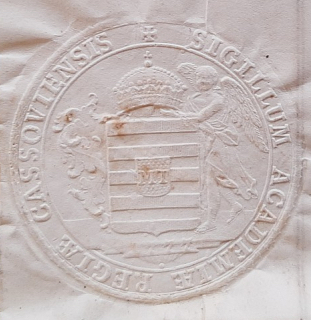
Sceau de l'ancienne université